# Аїша (поетеса)
Аїша бінт Ахмад аль-Куртубія (пом. 1009/1010 н. е., Кордова, Іспанія), іноді написана як Айша або аль-Куртубія, — поетеса X століття, яка переважно писала арабською мовою.

## Життєпис
Припускають, що Аїша, ймовірно, народилася в Кордові. Її вважають відомою поетесою і каліграфинею Андалусії. Про її життя та походження відомо небагато, хоча очевидно, що вона була сестрою Мухаммада б. Аммада б. Кадіма (пом. 990 р. н. е.). Інші твердження включають те, що вона була принцесою Кордови; що повне ім'я її батька було Ахмад б. Мухаммад б. Кадім б. Зіяд; і що вона була племінницею кордовського лікаря і поета Абу Абдаллаха б. Кадіма аль-Хабіба. Очевидно, вона була незайманою протягом усього свого життя, ніколи не брала шлюб. Її смерть настала на початку фітни аль-Андалус у 1009 році. Ібн Хайян (пом. 469/1076), якого цитує Ібн Башкувал (пом. 578/1183) у своїй «Гілі», серед інших якостей вихваляє розум, знання літератури та поезії, а також красномовство Аїші. У неї був гарний почерк, і вона практикувала переписування Корану (машафіф) і світських книг (дафатір) від руки. Вона виявляла великий інтерес до науки, що спонукало її збирати книги у велику і красиву бібліотеку.

## Поезія
Поетичні твори Айші включені до творів про середньовічних мавританських поетес, які відзначалися своєю дивовижною життєвою силою, свіжістю та агресивною сміливістю. Її вірші часто сприймалися оплесками в Королівській академії в Кордові. Один з її найвідоміших творів — вірш, у якому вона відкидає пропозицію руки і серця поета-чоловіка. Одним із прикладів написання Аїші бінт Ахмад аль-Куртубії є:
Я левиця,

і ніколи не дозволю своєму тілу

стати чиїмось місцем спочинку. Але якщо б і так,

я б не поступилася псу ─

і о, скількох левів я відігнала!
У її творах були панегірики, звернені до тогочасних правителів. Прикладом, що зберігся, є панегірик Абд аль-Маліку аль-Музаффару (1002—1008 рр. н. е.).

## Спадщина
Аїша включена до списку видатних мусульман у спеціальному виданні Saudi Aramco World 2002 року.
Айша є фігурою в інсталяції Джуді Чикаго «The Dinner Party», яка представлена як одне з 999 імен на «Поверсі спадщини».